# Castillo de Sanahuja
El castillo de Sanahuja se ubica sobre un cerro que domina el pueblo de Sanahuja, en la comarca catalana de la Segarra. Aparece documentado en el año 1001 en una bula del papa Silvestre II en la que se otorga la fortaleza al Obispo de Urgel.
Original del siglo XI, los restos evidencian diversas fases constructivas hasta llegar a los siglos XVI y XVII, cuando el castillo fue convertido en palacio episcopal. En 1583, José de Calasanz fue ordenado sacerdote en la iglesia del castillo. De esta época es el campanario de espadaña con cinco ojos que hizo la función de campanario hasta el año 1929.
Fue declarado Bien de Interés Cultural en la categoría de Monumento el 8 de noviembre de 1988.